# William Duckett (journaliste)
Pour les articles homonymes, voir William Duckett.
William Duckett, né le 20 frimaire an XII à Paris 2e et mort le 17 février 1873 à Rueil-Malmaison, est un journaliste français, surtout connu pour avoir dirigé la publication du Dictionnaire de la conversation et de la lecture, dictionnaire encyclopédique qui eut en son temps du succès.

## Biographie
Il est le fils de William Duckett (d) , Irlandais établi à Paris, activiste membre de la Société des Irlandais unis, traducteur au Comité de Salut Public pendant la Terreur, professeur à Sainte-Barbe et auteur d'une Nouvelle Grammaire anglaise ainsi que de poésies et de traductions souvent attribuées à tort à son fils.
D'une grande érudition, le jeune William Duckett se fait connaître comme directeur de rédaction du Dictionnaire de la conversation et de la lecture. Créé par l'éditeur Ambroise Firmin Didot, cette encyclopédie compte 52 volumes in-octavo, publiés entre 1832 et 1851, et il donne lui-même un assez grand nombre d'articles. Le titre, le format et l'ordonnancement des matières en étaient empruntés au Conversations-Lexikon publié par l'éditeur Friedrich Arnold Brockhaus et très populaire en Allemagne. Il publie ensuite en 1841 une édition abrégée en 10 volumes de son Dictionnaire à l'usage des dames et des jeunes personnes, puis une deuxième édition complète en 16 volumes du Dictionnaire, parue entre 1853 et 1860. Un supplément de 5 volumes « offrant le résumé des faits et idées de notre temps » est publiée entre 1864 et 1882.
Entre 1834 et 1837, il dirige une revue littéraire, la Chronique de Paris. En 1835, Honoré de Balzac achète cette revue avec des fonds qu'il ne possède pas. La Chronique fait éventuellement faillite, donnant lieu à une dispute retentissante entre Duckett et Balzac et à un simulacre de duel qui se termine dans une buvette non loin du pré.
Au lendemain de la Révolution de février, il fonde deux journaux, le Courrier de Paris, des départements et de l'étranger (1848) et L'Universel (1849), qui ne vivent l'un et l'autre que quelques mois. Sous le pseudonyme de Henri Page, il collabore ensuite aux biographies que fait paraître Eugène de Mirecourt dans son journal Les Contemporains, puis passe à la rédaction du Tintamarre où il reste jusqu'à sa mort.
Son fils, William Alexander Duckett (1831-1863), collabora à la seconde édition du Dictionnaire et publia plusieurs ouvrages, dont La Turquie pittoresque (1855) et Les Petites Ouvrières (1862).

## Sources biographiques
- Pierre Larousse, Grand Dictionnaire universel du XIXe siècle, vol. vi, 1870, p. 1335.
- Gustave Vapereau, Dictionnaire universel des contemporains, 5e édition, 1880, p. 607.